# قاچاق انسان در رومانی
قاچاق انسان در رومانی (انگلیسی: Human trafficking in Romania) به‌عنوان یک کشور منبع، مسیر ترانزیت و کشور مقصد برای قاچاق مردان، زنان و کودکان به‌هدف استثمار آنها به‌ کار اجباری و در مورد زنان و کودکان به‌هدف استثمار در امر فحشا است. مردان، زنان و کودکان رومانیایی برای کار اجباری، از جمله گدائی اجباری، در اسپانیا، ایتالیا، جمهوری‌ چک، یونان، فنلاند، آلمان، بریتانیا، ایرلند، استرالیا، فرانسه و ایالات‌ متحده، به‌این کشورها قاچاق و بکار گرفته می‌شوند.
زنان و کودکان رومانی قربانی فحشایی اجباری در ایتالیا، اسپانیا، هلند، انگلستان، ایرلند یونان، آلمان، قبرس، اتریش و فرانسه هستند. مردان روستایی، زنان و کودکان در داخل کشور برای استثمار جنسی و کار اجباری تجاری، از جمله تکدی و سرقت کوچک، قاچاق می‌شوند.
در سال ۲۰۰۹ اکثر قربانیان قاچاق انسان در داخل کشور قربانی کار اجباری بودند. رومانی یک کشور مقصد برای تعداد کمی از زنان از مولداوی، کلمبیا و فرانسه است که مجبور به فحشا می‌شوند. 

## اقدامات دولت
دولت رومانی به‌طور کامل با حداقل استانداردهای حذف قاچاق انسان موافق نیست، با این حال تلاش‌های زیادی برای مبارزه با اینگونه قاچاق انجام می‌شود. اگرچه بیش از نیمی از قربانیان شناسایی شده قاچاق انسان در سال ۲۰۰۹ قربانیان کار اجباری بودند، اما دولت قادر نبود که گزارش مجدد و قابل توجهی از تلاشها و رسیدگی به قاچاق نیروی کار بدهد؛ به‌طور خاص، دولت در طول این دوره گزارش، از ارائه آمار مربوط به قاچاق نیروی کار، پیگرد قانونی و محکومیت قاچاقچیان، یا میزان کمک دولت به قربانیان کار اجباری ناتوان بود.
در ماه مارس سال ۲۰۰۹، دولت تلاش کرد و نهادی بنام آژانس ملی مبارزه با قاچاق انسان (NAATIP) تشکیل داد. این نهاد یک اداره مستقل و ملی با اختیارات اداری و بودجه فدرال برای ابتکارات مبارزه با قاچاق، به یک اداره فرعی پلیس ملی تحت نظارت وزارت داخله تغییر کرده‌است.
گیلی مکنزی، متخصص قاچاق مواد مخدر سازمان ملل، گزارش داد که تشکیل آژانس ملی مبارزه با قاچاق انسان (NAATIP) تأثیر منفی بر کمک به قربانیان قاچاق در طول سال داشته‌است. به ویژه که دولت همکاری کمتری با سازمان‌های غیردولتی مبارزه با قاچاق دارد، و هیچ بودجه فدرال برای سازمان‌های غیردولتی جهت ارائه خدمات به قربانیان قاچاق و اجرای برنامه‌های پیش‌گیرانه از قاچاق اختصاص نداده‌است. در نتیجه، نزدیک به ۳۰ سازمان غیردولتی ضد قاچاق به منظور حفظ بودجه فدرال، تمرکز خود را به مسائل دیگری غیر از قاچاق انسان معطوف کرده یا تغییر داده‌اند. برخی از این سازمان‌های غیردولتی کمکهای حیاتی به قربانیان از جمله تأمین سرپناه، مشاوره، آموزش شغلی و دیگر مراقبت‌های توان بخشی برای قربانیان را تأمین کرده‌اند.
در سالهای متوالی گذشته تعداد قربانیانی که کمکهای مالی دولت را دریافت کردند، به‌طور قابل توجهی کاهش پیدا کرده‌است و دولت در مقایسه با دوره گزارش شده قبلی، تعداد قربانیان کمتری را شناسائی کرده‌است. سازمان‌های غیردولتی و سازمان‌های بین‌المللی گزارش دادند که آژانس ملی مبارزه با قاچاق انسان (NAATIP) رومانی را ترک کرده‌اند زیرا آنها را به دیگر وزارتخانه‌ها که مسئولیت‌های ضد قاچاق را دارند راهنمائی نکرده‌است.

## موضع‌گیری‌ها
دفتر نظارت و مبارزه با قاچاق انسان در وزارت امور خارجه ایالات متحده آمریکا این کشور را در سال ۲۰۱۷ در رده دوم "Tier2" کشورهای (مبارزه با قاچاق انسان) قرار داده‌است.